# Gonocephalum aequatorialis
Gonocephalum aequatorialis es una especie de escarabajo del género Gonocephalum, tribu Opatrini, familia Tenebrionidae. Fue descrita científicamente por Blanchard en 1853.

## Descripción
Mide 9,5 milímetros de longitud.

## Distribución
Se distribuye por Indonesia.